# Medakamo hakoo
Medakamo hakoo — вид одноклітинних зелених водоростей родини Coccomyxaceae. Найменша у світі прісноводна водорость. Виявлений у 2015 році у місцевому акваріумі дослідниками Токійського університету. Описаний у 2023 році.

## Опис
Клітини цієї водорості мають розмір лише близько мікрометра і містять лише одну мітохондрію та один хлоропласт, що незвично для рослин. Довжина ДНК становить 15,8 мільйонів пар основ та 7629 генів і, отже, коротша, ніж у всіх раніше відомих прісноводних водоростей. Тим не менш, ці мікроводорості здійснюють ефективний фотосинтез.